# キャロライン・グレアム
キャロライン・グレアム（Caroline Graham、1931年7月17日 - ）は、イギリスの劇作家、脚本家、小説家。
1931年、イングランド・ヌニートンに生まれる。ヌニートン・ハイスクール（女子校のグラマースクール、現在のEtone College）。オープン大学で学んだ後、バーミンガム大学で演劇脚本の学位を取得。現在はサフォーク在住。
1982年、処女作となるロマンス小説"Fire Dance" を上梓。代表作はバーナビー主任警部シリーズで、『バーナビー警部』としてテレビドラマ化された。シリーズ第1作『蘭の告発』（原題：The Killings at Badger's Drift ）は1988年に出版された。2004年にシリーズ最終作となる7作目"A Ghost in the Machine" を上梓。小説の5作目まではドラマの5話目までの原作となった。他にソープオペラ"Crossroads" の脚本も執筆した。2006年には"Super Sleuths" に出演したほか、2010年には"The People's Detective" にはバーナビー警部を取り上げた第3話に出演し、全6話のナレーターを務めた。

## 著作リスト

### バーナビー警部シリーズ
| # | 邦題                          | 原題                           | 刊行年 | 刊行年月   | 訳者     | 出版社   |
| - | ----------------------------- | ------------------------------ | ------ | ---------- | -------- | -------- |
| 1 | 蘭の告発                      | The Killings at Badger's Drift | 1987年 | 1989年12月 | 山田順子 | 角川文庫 |
| 2 | うつろな男の死                | Death of a Hollow Man          | 1989年 | 1993年6月  | 浅羽莢子 | 角川文庫 |
| 3 |                               | Death in Disguise              | 1992年 |            |          |          |
| 4 | 空白の一章―バーナビー主任警部 | Written in Blood               | 1994年 | 2010年9月  | 宮脇裕子 | 論創社   |
| 5 |                               | Faithful unto Death            | 1996年 |            |          |          |
| 6 |                               | A Place of Safety              | 1999年 |            |          |          |
| 7 |                               | A Ghost in the Machine         | 2004年 |            |          |          |

### その他
- Fire Dance (1982)
- The Envy of the Stranger (1984)
- Murder at Madingley Grange (1990)

## 受賞
『蘭の告発』はミステリ界隈で好意的に受け入れられ、英国推理作家協会が1990年に出版した史上最高の推理小説100冊の1冊に選ばれた。同作は1989年にマカヴィティ賞の新人賞を受賞したほか、アンソニー賞とアガサ賞の同部門にノミネートされた。